# Vadim Gulceac
Vadim Gulceac /vadim gult͡ʃeak/ (ur. 6 sierpnia 1998) – mołdawski piłkarz występujący na pozycji napastnika w klubie Petrocub Hîncești.

## Statystyki kariery klubowej
Stan na 6 października 2021.
| Klub               | Sezon              | Liga               | Liga  | Liga   | Puchar krajowy | Puchar krajowy | Kontynentalne | Kontynentalne | Suma  | Suma   |
| Klub               | Sezon              | Liga               | Mecze | Bramki | Mecze          | Bramki         | Mecze         | Bramki        | Mecze | Bramki |
| ------------------ | ------------------ | ------------------ | ----- | ------ | -------------- | -------------- | ------------- | ------------- | ----- | ------ |
| Zarea Bielce       | 2013/2014          | Divizia Națională  | 1     | 0      | ?              | ?              | –             | –             | ?     | ?      |
| Zarea Bielce       | 2014/2015          | Divizia Națională  | 15    | 0      | ?              | ?              | –             | –             | ?     | ?      |
| Zarea Bielce       | 2015/2016          | Divizia Națională  | 2     | 0      | ?              | ?              | –             | –             | ?     | ?      |
| Zarea Bielce       | 2016/2017          | Divizia Națională  | 12    | 1      | 1              | 0              | 0             | 0             | 13    | 1      |
| Zarea Bielce       | 2017               | Divizia Națională  | 8     | 2      | 1              | 0              | 2             | 0             | 11    | 2      |
| Zarea Bielce       | 2018               | Divizia Națională  | 14    | 5      | 2              | 1              | 2             | 0             | 18    | 6      |
| Zarea Bielce       | Łącznie            | Łącznie            | 65    | 8      | 4              | 1              | 4             | 0             | 73    | 9      |
| Petrocub Hîncești  | 2019               | Divizia Națională  | 28    | 6      | 0              | 0              | 2             | 0             | 30    | 6      |
| Petrocub Hîncești  | 2019/2020          | Divizia Națională  | 29    | 7      | 4              | 1              | 0             | 0             | 33    | 8      |
| Petrocub Hîncești  | 2020/2021          | Divizia Națională  | 9     | 4      | 1              | 1              | 3             | 0             | 13    | 5      |
| Petrocub Hîncești  | Łącznie            | Łącznie            | 66    | 17     | 5              | 2              | 5             | 0             | 76    | 19     |
| Łącznie w karierze | Łącznie w karierze | Łącznie w karierze | 131   | 25     | 9              | 3              | 9             | 0             | 149   | 28     |

## Statystyki kariery reprezentacyjnej
Stan na 6 października 2021.
| Reprezentacja | Rok     | Mecze | Bramki |
| ------------- | ------- | ----- | ------ |
| Mołdawia U-17 | 2014    | 3     | 0      |
| Mołdawia U-17 | 2015    | 1     | 0      |
| Mołdawia U-19 | 2016    | 11    | 0      |
| Mołdawia U-21 | 2017    | 2     | 0      |
| Mołdawia U-21 | 2018    | 3     | 1      |
| Mołdawia U-21 | 2019    | 2     | 0      |
| Mołdawia U-21 | 2020    | 3     | 0      |
| Ogólnie       | Ogólnie | 26    | 1      |

## Sukcesy
- Puchar Mołdawii: 2015/2016, 2019/2020